# Nové poznání (Hvězdná brána)
Nové poznání je 19. epizoda 3. řady sci-fi seriálu Hvězdná brána.

## Děj epizody
SG-1 se vydají na planetu P2X-416, kde mezi sebou válčí 2 strany: Bedrosiané a Optrikové. SG-1 jsou zajati. Teal'c při pokusu o útěk dočasně oslepne. Místní vědec Nyan mu navrátí zrak a pomůže uprchnout zbytku týmu SG-1. Nyan se vrátí na Zemi s SG-1, dostane statut uprchlíka a místo asistenta Daniela.